# Жагуарари
Жагуарари (порт. Jaguarari) — город и муниципалитет в Бразилии, входит в штат Баия. Составная часть мезорегиона Северо-центральная часть штата Баия. Входит в экономико-статистический микрорегион Сеньор-ду-Бонфин. Население составляет 29 097 человек на 2007 год. Занимает площадь 2567,158 км². Плотность населения — 11,3 чел./км².

## История
Город основан в 1926 году.

## Статистика
- Валовой внутренний продукт на 2004 год составляет 243 240 622,00 реалов (данные: Бразильский институт географии и статистики).
- Валовой внутренний продукт на душу населения на 2004 год составляет 9539,22 реалов (данные: Бразильский институт географии и статистики).
- Индекс развития человеческого потенциала на 2000 год составляет 0,646 (данные: Программа развития ООН).